# Antonio Pollaiuolo
Pour les articles homonymes, voir Pollaiuolo.
Antonio Pollaiuolo — ou Antonio del Pollaiuolo, aussi connu sous les noms d'Antonio di Jacopo Pollaiuolo ou Antonio Pollaiolo —, né Antonio Benci à Florence le 17 janvier 1429 et mort à Rome le 4 février 1498 , est un peintre, sculpteur, graveur et orfèvre italien de la Renaissance. 
Il est notamment célèbre pour sa gravure Combat d'hommes nus. Il pourrait être le sculpteur des jumeaux de la Louve capitoline.

## Biographie
Antonio nait à Florence au début du XVe siècle. Formé comme orfèvre auprès de Lorenzo Ghiberti, il se consacre ensuite à la sculpture auprès de Donatello, apprend la peinture auprès de Paolo Ucello et, dans une moindre mesure, se consacre à l'architecture et la gravure.
En 1457, il reçoit, avec Miliano Dei et Betto Betti, la commande de La Croix d'argent pour le baptistère Saint-Jean. Trois ans plus tard, en collaboration avec son frère Piero Pollaiuolo, il peint les trois toiles des Travaux d'Hercule pour le palais médicéen de Via Larga, trilogie monumentale aujourd'hui disparue.

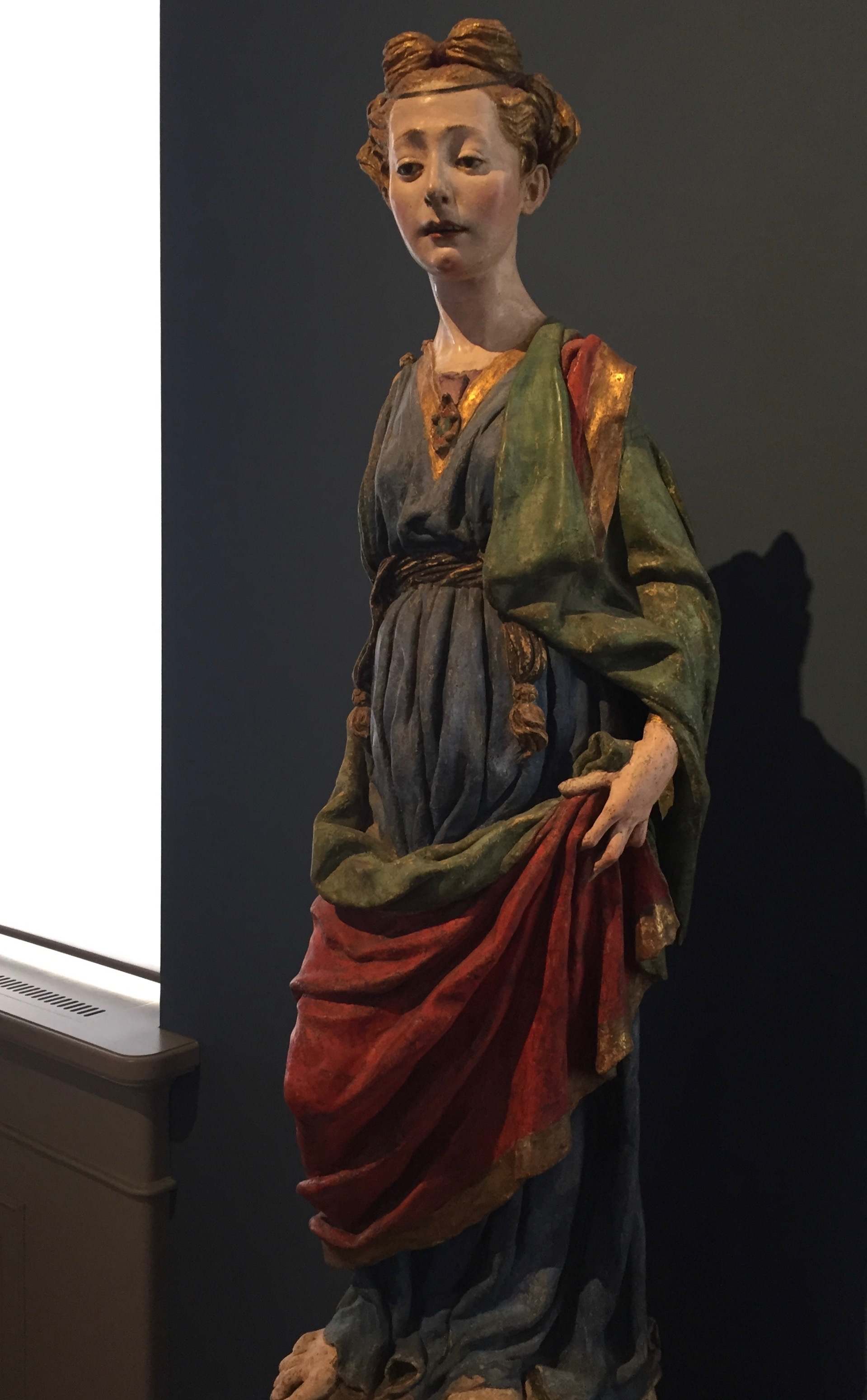
Allégorie de la Vertu, sculpture polychrome d'Antonio del Pollaiulo, env. 1470, Bode-Museum de Berlin.

À la tête d'un atelier d'orfèvrerie actif et réputé situé via Vacchereccia, il réalise en même temps de nombreuses peintures, avec parfois l'aide de son frère, moins apprécié que lui de son temps. À leurs côtés s'imposent les futurs grands maîtres Botticelli et Filippino Lippi, qui travaillent et se forment dans l'atelier Pollaiuolo. 
Une grande partie des œuvres issues de cet atelier est commandée par les Médicis, de grandes familles bourgeoises, ainsi que les papes. 
Leurs travaux montrent à la fois leur intérêt pour les influences classiques et pour l'anatomie. Ils pratiquent la dissection pour accroître leurs connaissances et acquérir une représentation réaliste du mouvement, de la lutte  et de la tension.
Toujours pour le baptistère florentin, entre 1466 et 1483, il exécute vingt-sept dessins de broderies pour le parement de saint Jean. Il est l'un des plus importants représentants de la manière large et réalise la gravure Combat d'hommes nus. C'est la seule gravure que l'on rapporte de Pollaiuolo. Elle devient l'une des gravures les plus célèbres de son temps pour sa prouesse technique, la force de la représentation des muscles de l'homme, ainsi que pour sa dimension mythologico-morale. Antonio Pollauiolo sait répondre à la tendance stylistique de son temps et est considéré comme l'un des grands maîtres du Quattrocento.
Vers 1492, il est appelé à Rome pour réaliser le Monument funéraire d'Innocent VIII auquel il travaille durant les dernières années de sa vie.
Il est enterré près de son frère Piero, dans la basilique Saint-Pierre-aux-Liens.

## Œuvres

### Seul

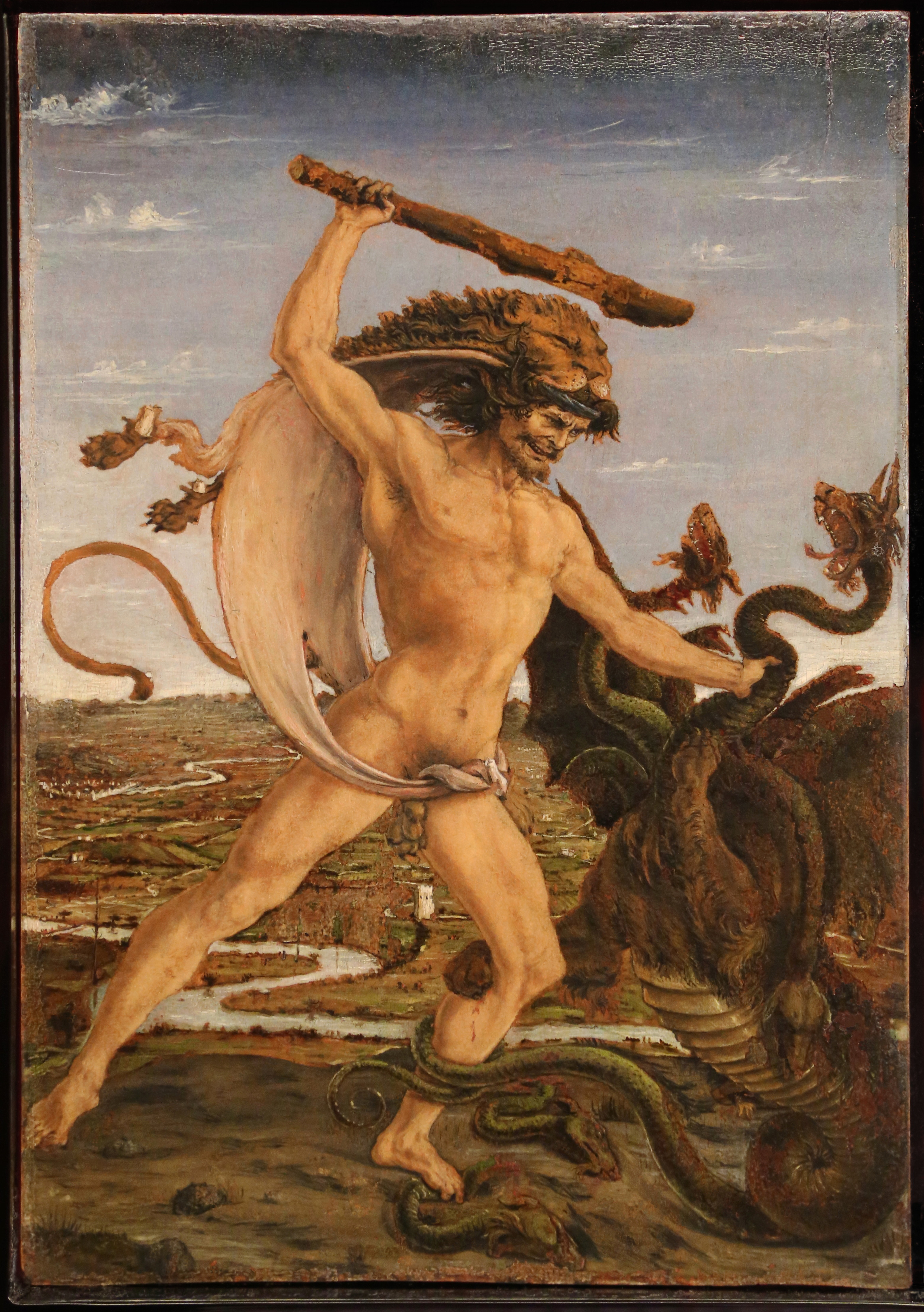
Hercule et l'Hydre de Lerne, 1470, Musée des Offices.

- Saint Michel et le Dragon, musée Bardini de Florence.
- Adam, plume sur pierre noire, musée des Offices, Florence.
- Les Vertus pour le tribunal de Commerce de Florence.
- David, 1472, huile sur bois, 96 × 34 cm, Musée de Berlin.
- L'Ascension de sainte Marie Madeleine (ou Communion Mystique), v. 1460, huile et tempera sur bois, 209,5 × 166,2 cm, Museo del Pollaiolo, Staggia Senese, Province de Sienne.
- Milon de Crotone, v. 1460-1465, stuc peint et doré sur peuplier, 118 × 45,6 × 30 cm, musée du Louvre.
- Marsyas, sculpture, v. 1470, Frick Collection, New York
- Judith, v. 1470, bronze, 50,8 × 22,9 × 10,2 cm, Detroit Institute of Arts, Détroit
- Portrait de jeune femme, 1465, huile sur panneau de peuplier, (52,5 × 36,5 cm), Staatliche Museum Berlin (Allemagne) [5].
- Hercule et l'Hydre de Lerne et Hercule étouffant Antée, legs de Pierre-Amédée Foucques de Wagnonville, 1470, deux panneaux de bois, 17 × 12 cm, Musée des Offices, Florence.
- Hercule et l'Hydre, plume de roseau et encre, British Museum, Londres.
- Hercule et Antée, v. 1475-1480, bronze, 46 × 30 × 21 cm,  musée national du Bargello, Florence.
- Bataille de dix nus ou Combat d'hommes nus, 1470, gravure, (42,8 × 61,8 cm), Musée des Offices, Florence. Un exemplaire est conservé au Cabinet des estampes et des dessins de Strasbourg.
- Portrait de femme, v. 1470, Metropolitan Museum of Art, New York.
- Profil de femme, v. 1472, détrempe sur panneau, (45 × 33 cm), Musée Poldi Pezzoli, Milan[6].
- Portrait de jeune femme, 1475, bois, Musée des Offices, Florence.
- Apollon et Daphné, 1470-1480, Londres, National Gallery.
- Statues de Romulus et Rémus ajoutées à Louve capitoline (entre 1474 et 1475), bronze - Musées du Capitole, Rome.
- Hercule et Déjanire, 1475-1480, 54,6 × 79,2 cm, Yale University.
- Un autel d'argent (1477-1480) et la partie inférieure de la Grande Croix d'argent du Trésor de Saint-Jean  du Baptistère, exposée au Museo dell'Opera del Duomo.

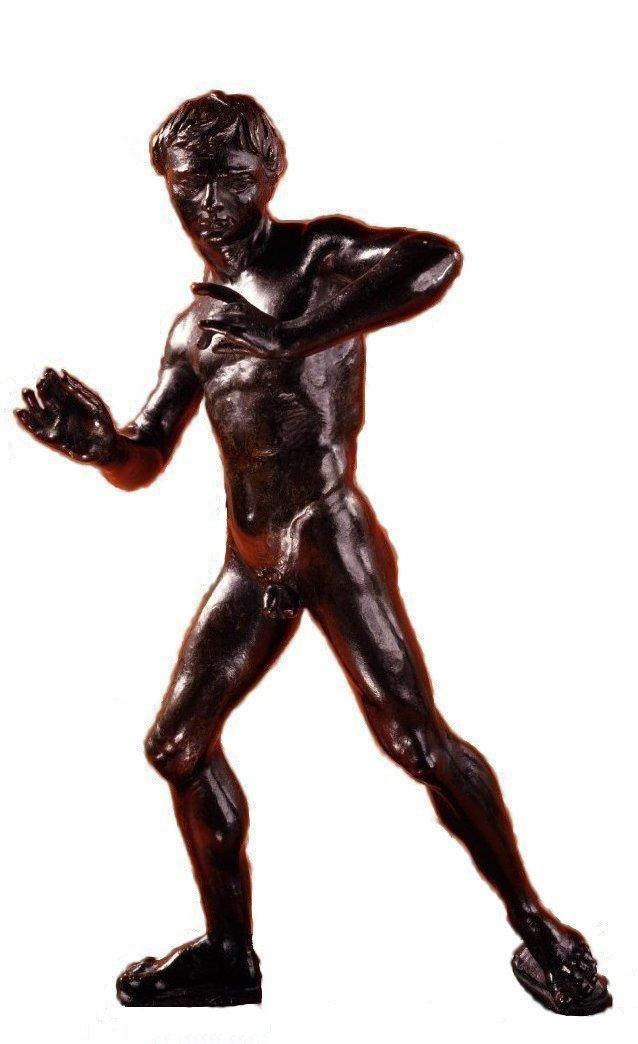
Marsyas, 1470, Frick Collection, New York.
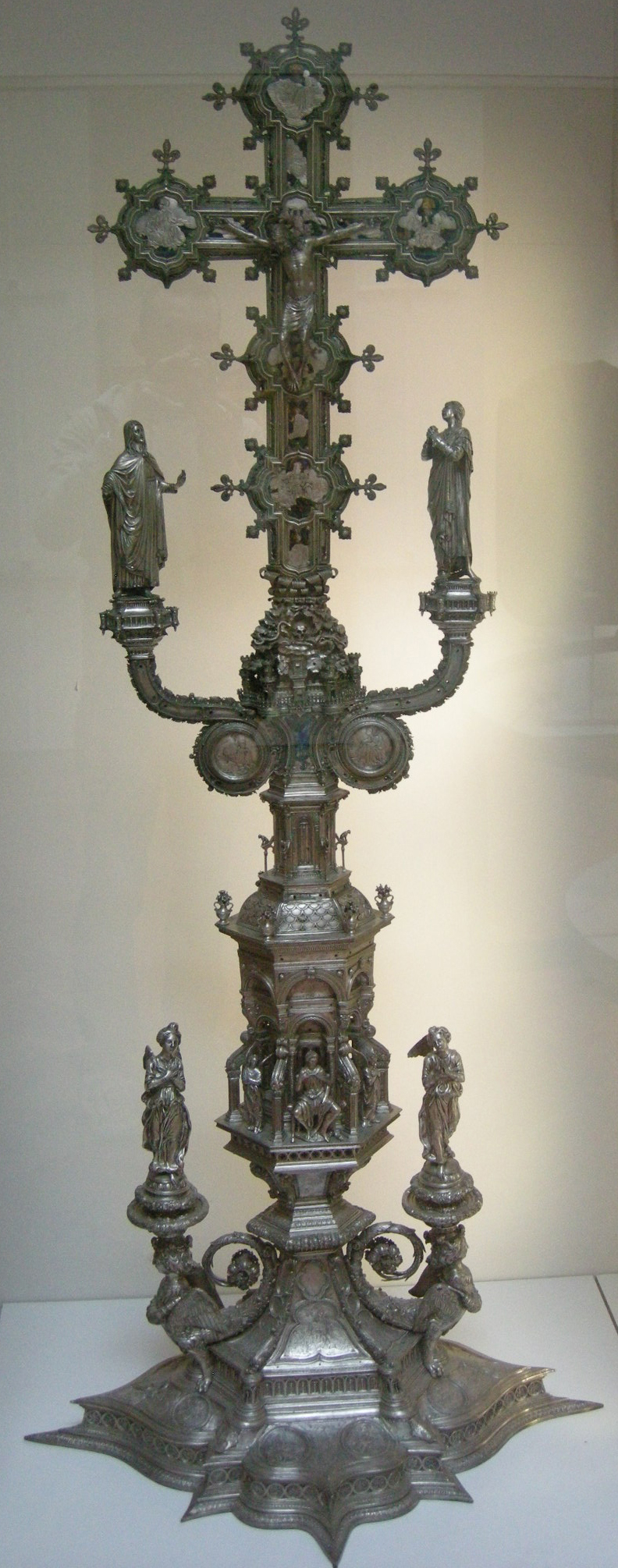
Grande Croix d'argent du Trésor de Saint-Jean, 1457, Musée de l'Œuvre du Dôme, Florence.
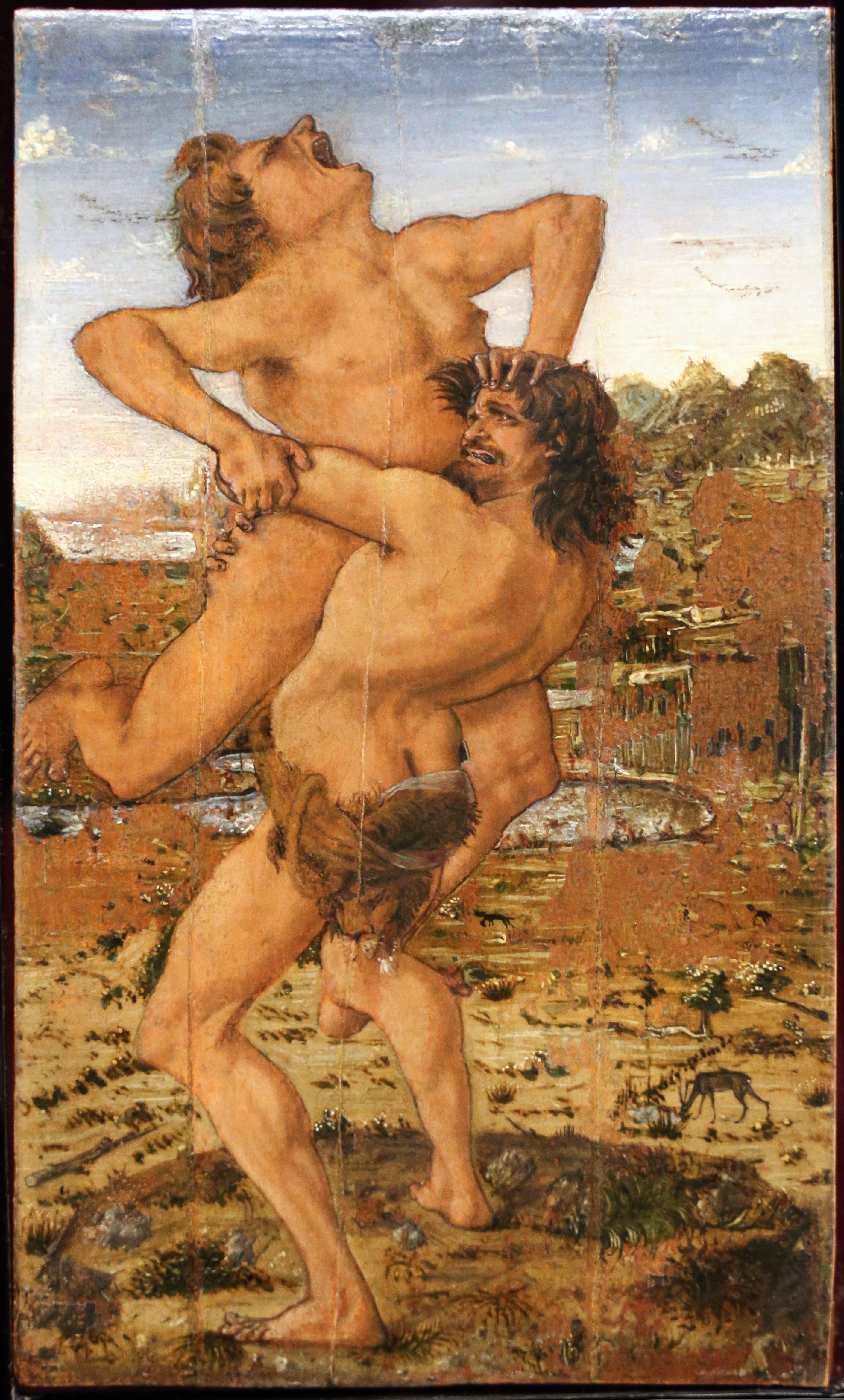
Hercule et Antée, v. 1470, Musée des Offices, Florence.
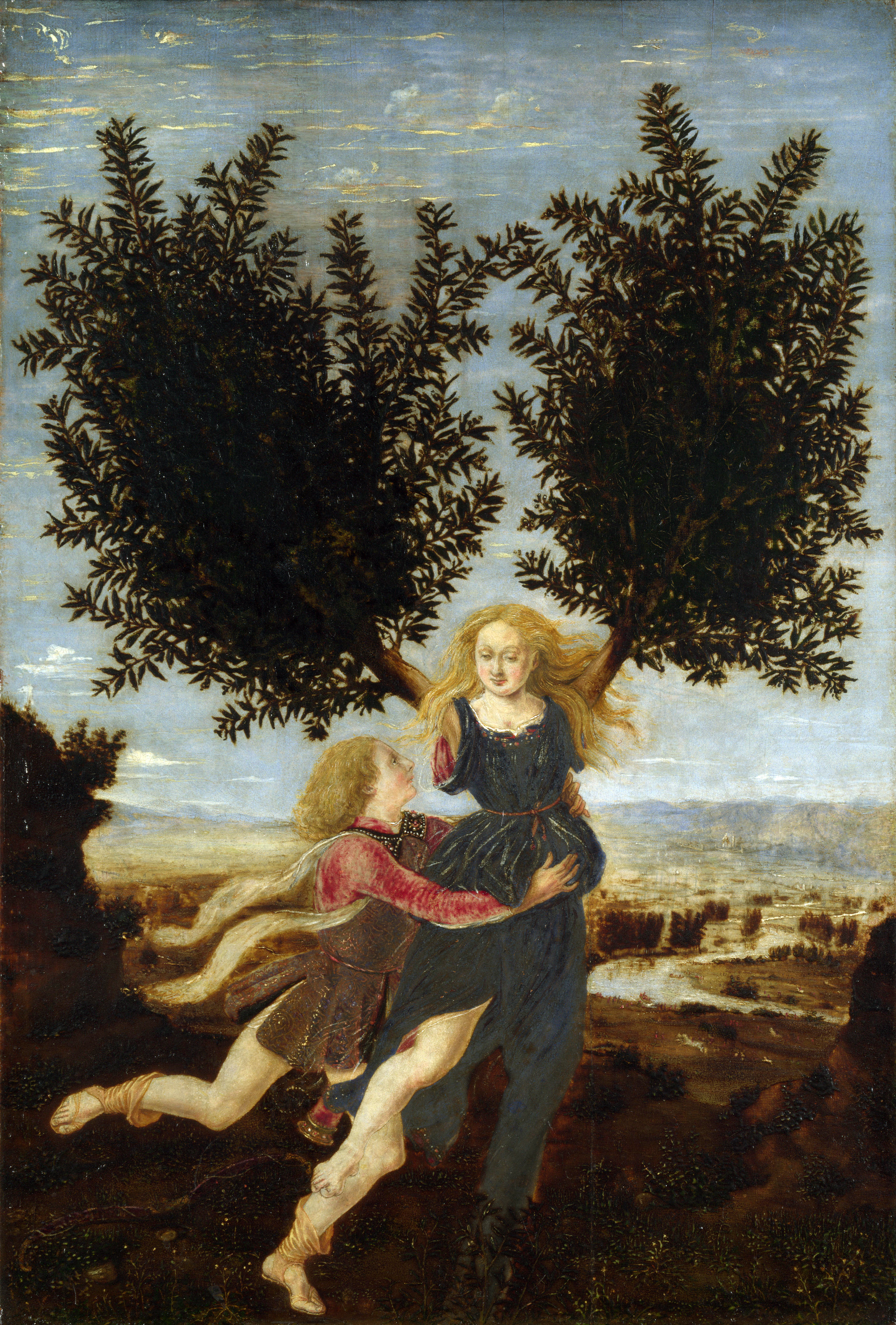
Apollon et Daphné, 1470-1480, National Gallery, Londres.
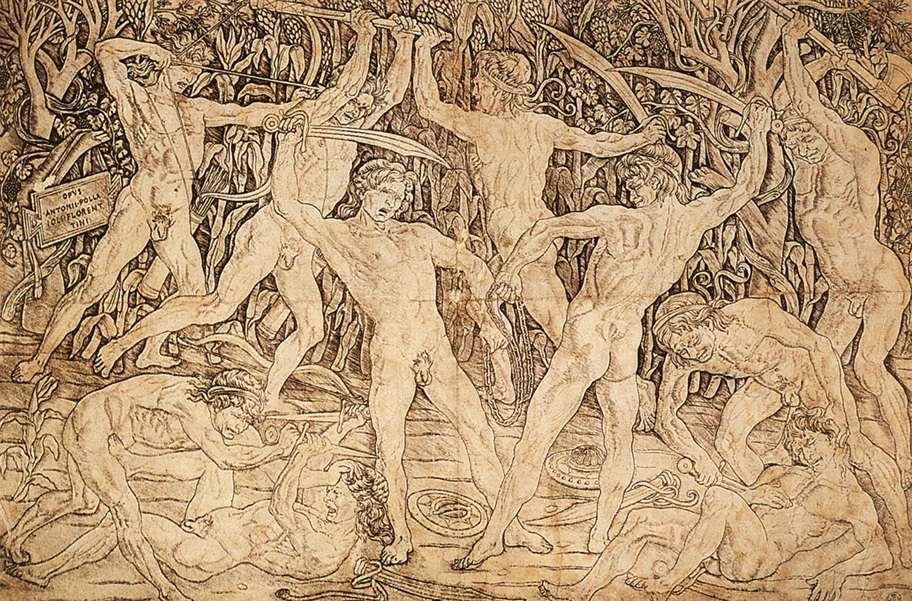
Bataille de dix nus, 1470, Musée des Offices, Florence.
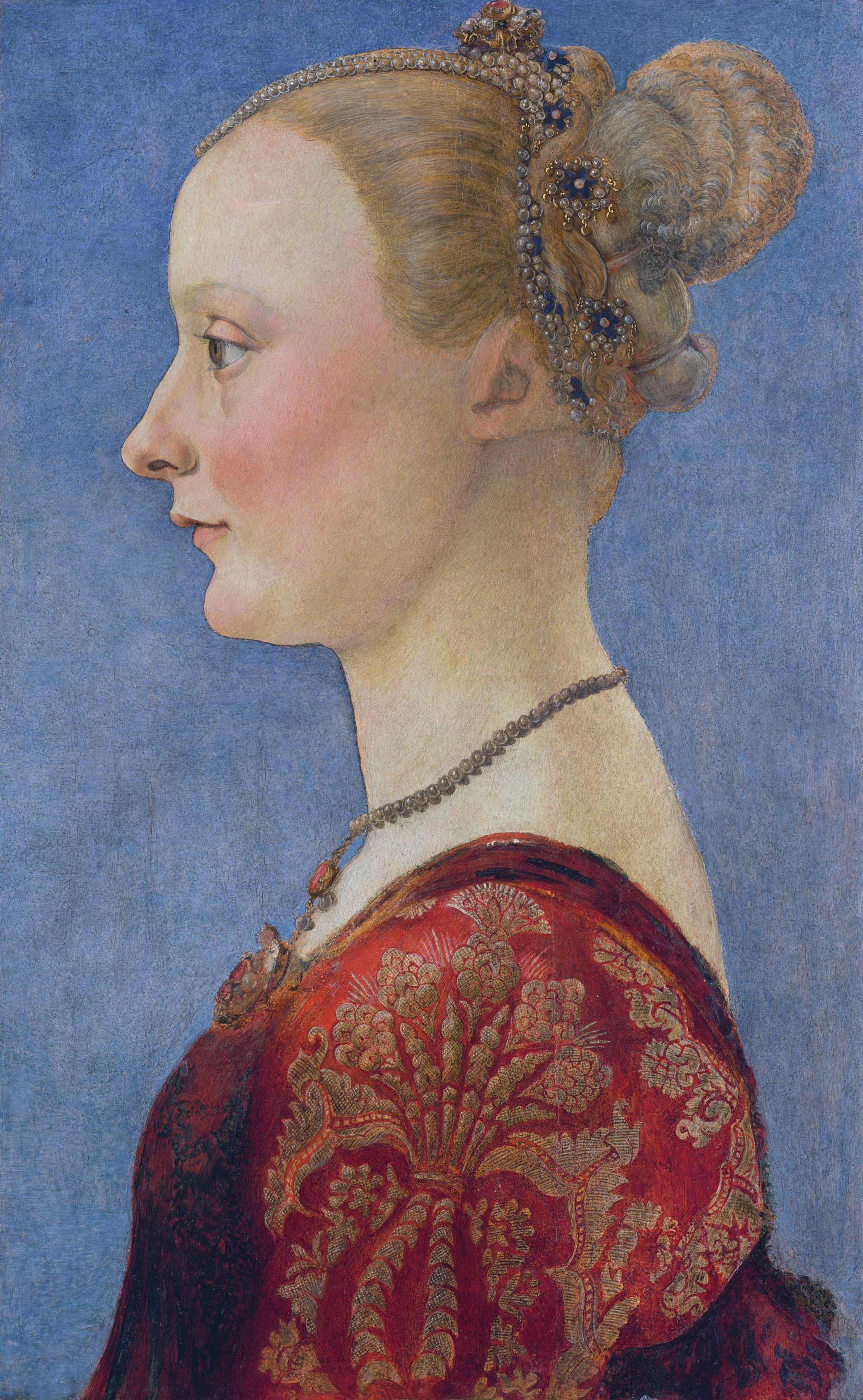
Portrait de femme, v.1470, Metropolitan Museum of Art, New York.
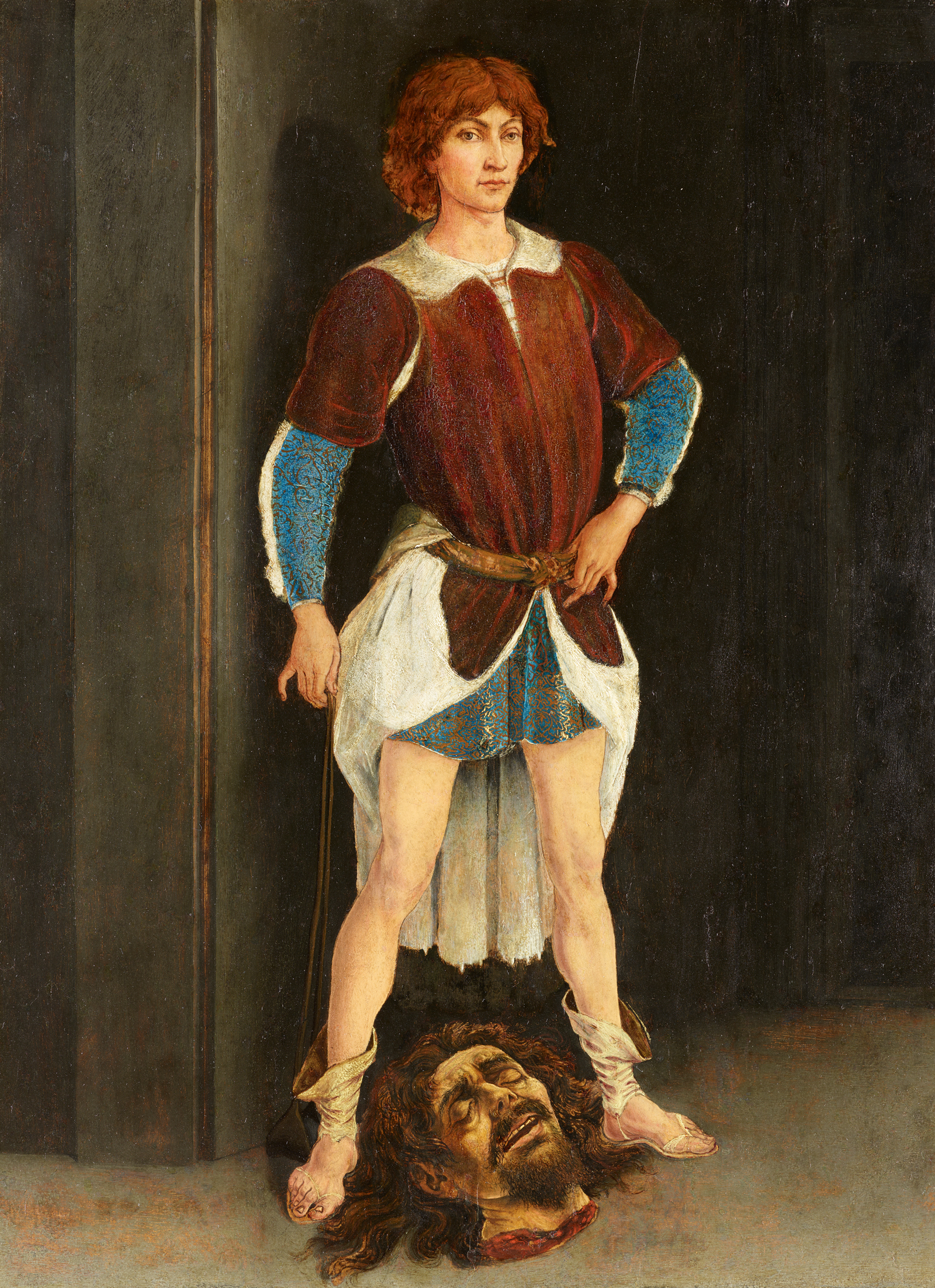
David victorieux, 1472, Gemäldegalerie, Berlin.
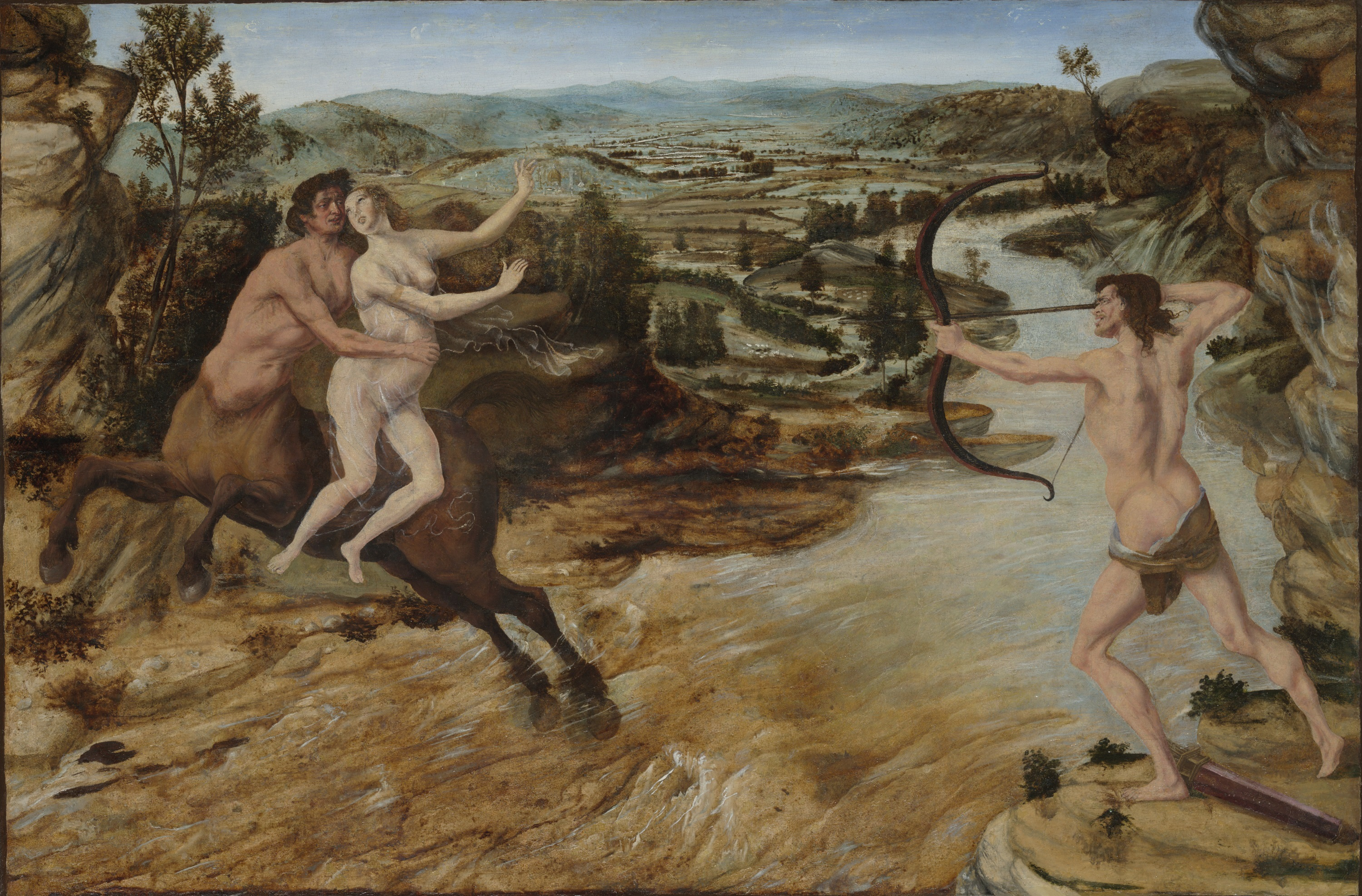
Hercule et Déjanire, 1475, Yale University.

### Avec son frère
- Annonciation, huile sur bois, 150 × 174 cm, Musée de Berlin.
- Tobie et l'Ange, 1460, huile sur bois, 187 × 118 cm, Galerie Sabauda (Turin).
- Saint Vincent de Saragosse, Saint Jacques et Saint Eustache[7], dit retable de la chapelle du Cardinal du Portugal, 1466, détrempe sur bois, (172 × 179 cm), Musée des Offices, Florence.
- Une partie des fresques, 1467, chapelle du cardinal du Portugal, San Miniato al Monte.
- Le Martyre de saint Sébastien, 1475, détrempe sur bois, 292 × 203 cm, National Gallery, Londres[8].
- Le monument funéraire du pape Innocent VIII (1492) - basilique Saint-Pierre de Rome.
- Le monument funéraire du pape Sixte IV (1493) - Grottes vaticanes.

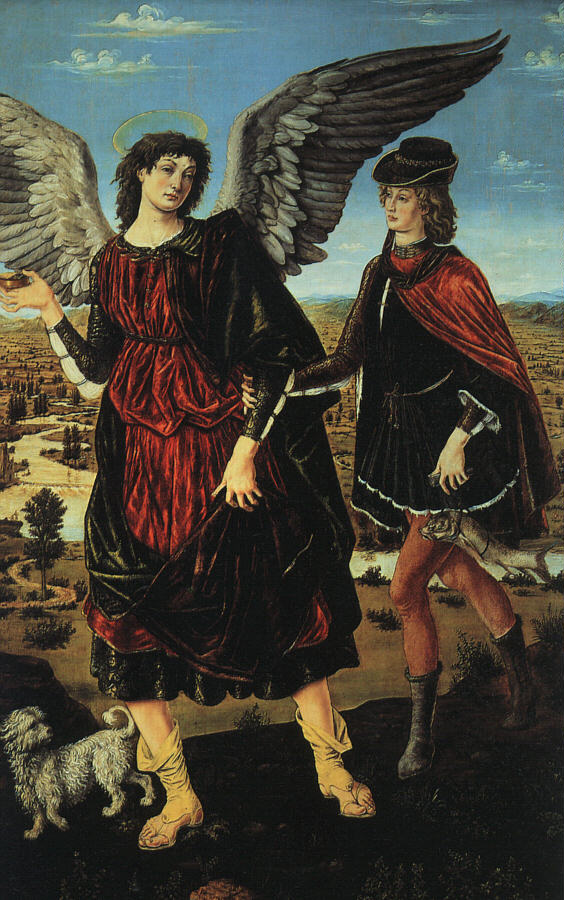
Tobie et l'Ange, 1460, Galerie Sabauda (Turin).
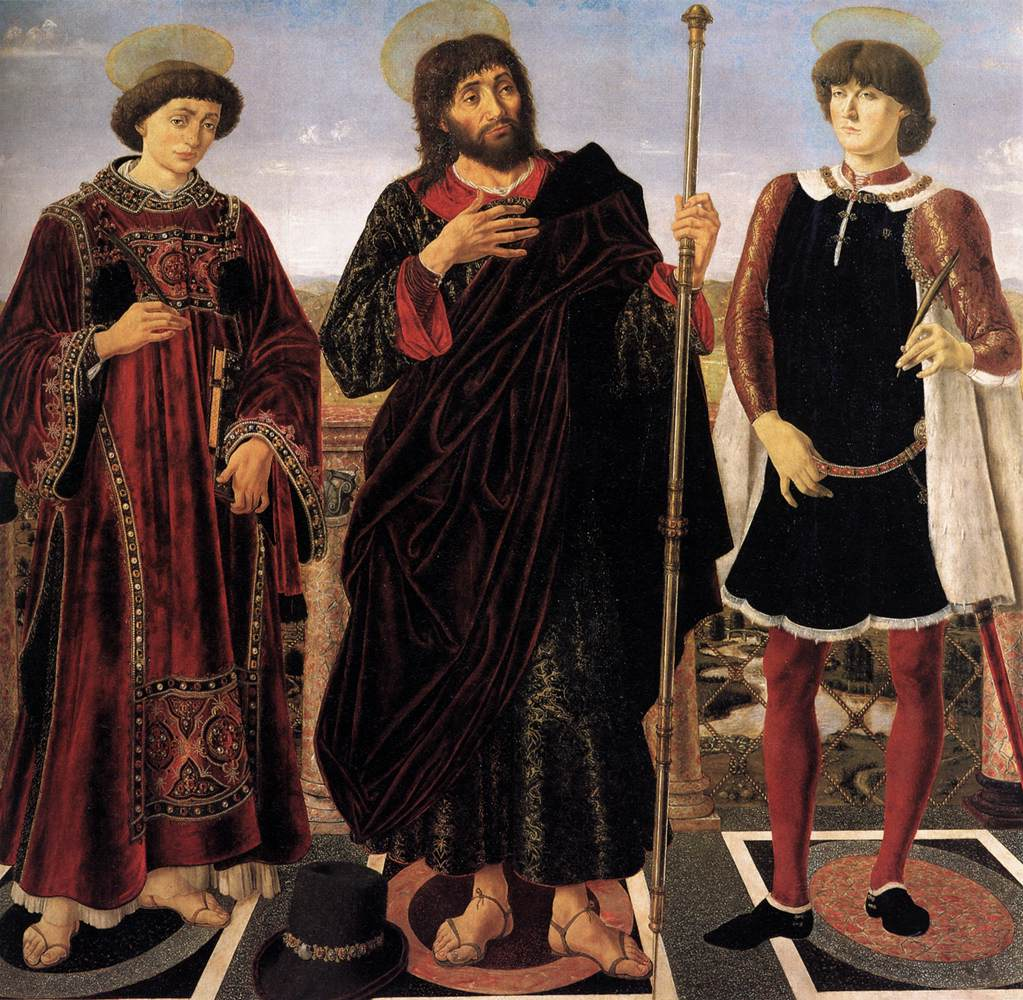
Trois saints, 1466, Musée des Offices.
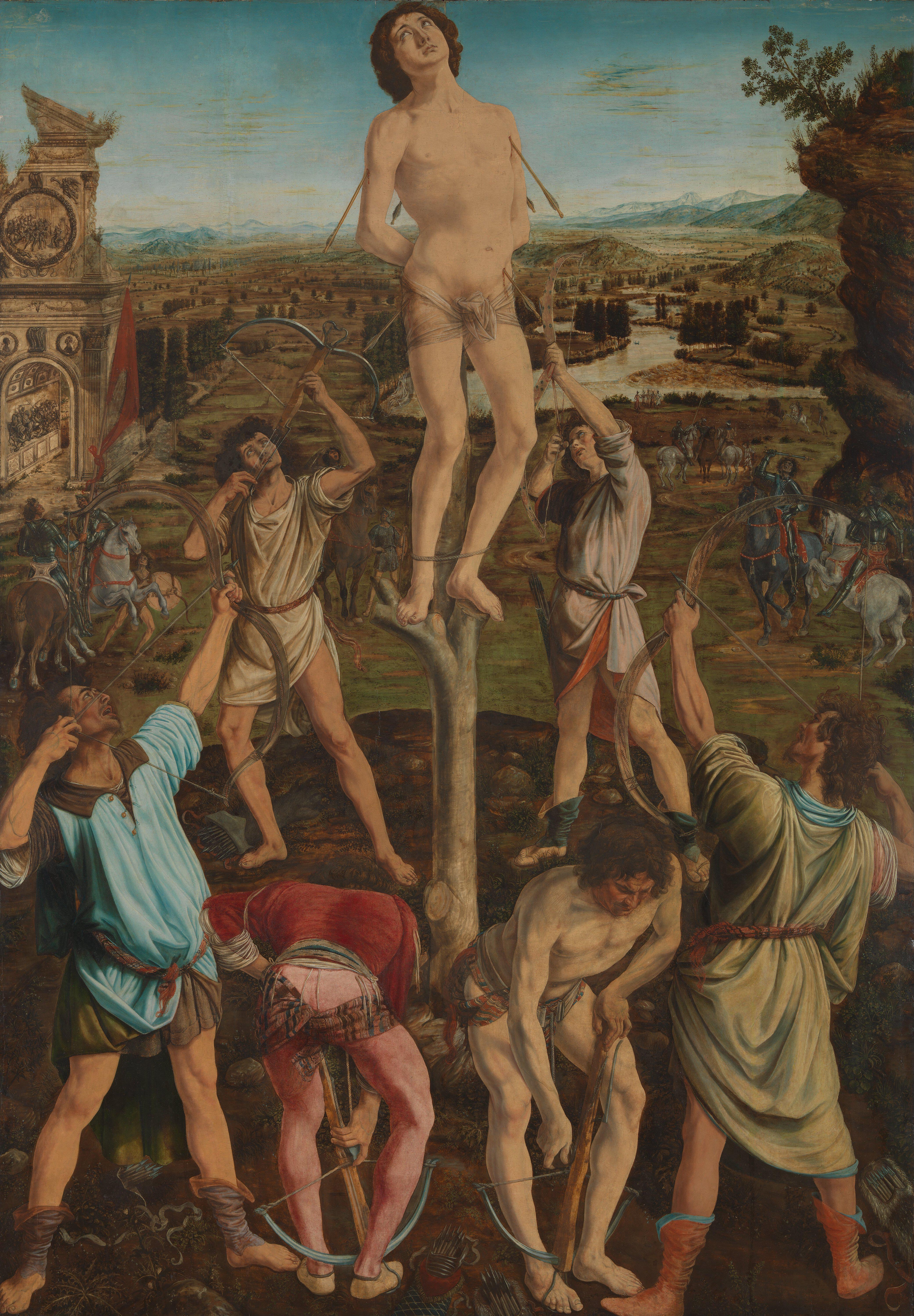
Martyre de saint Sébastien, 1475, National Gallery, Londres.
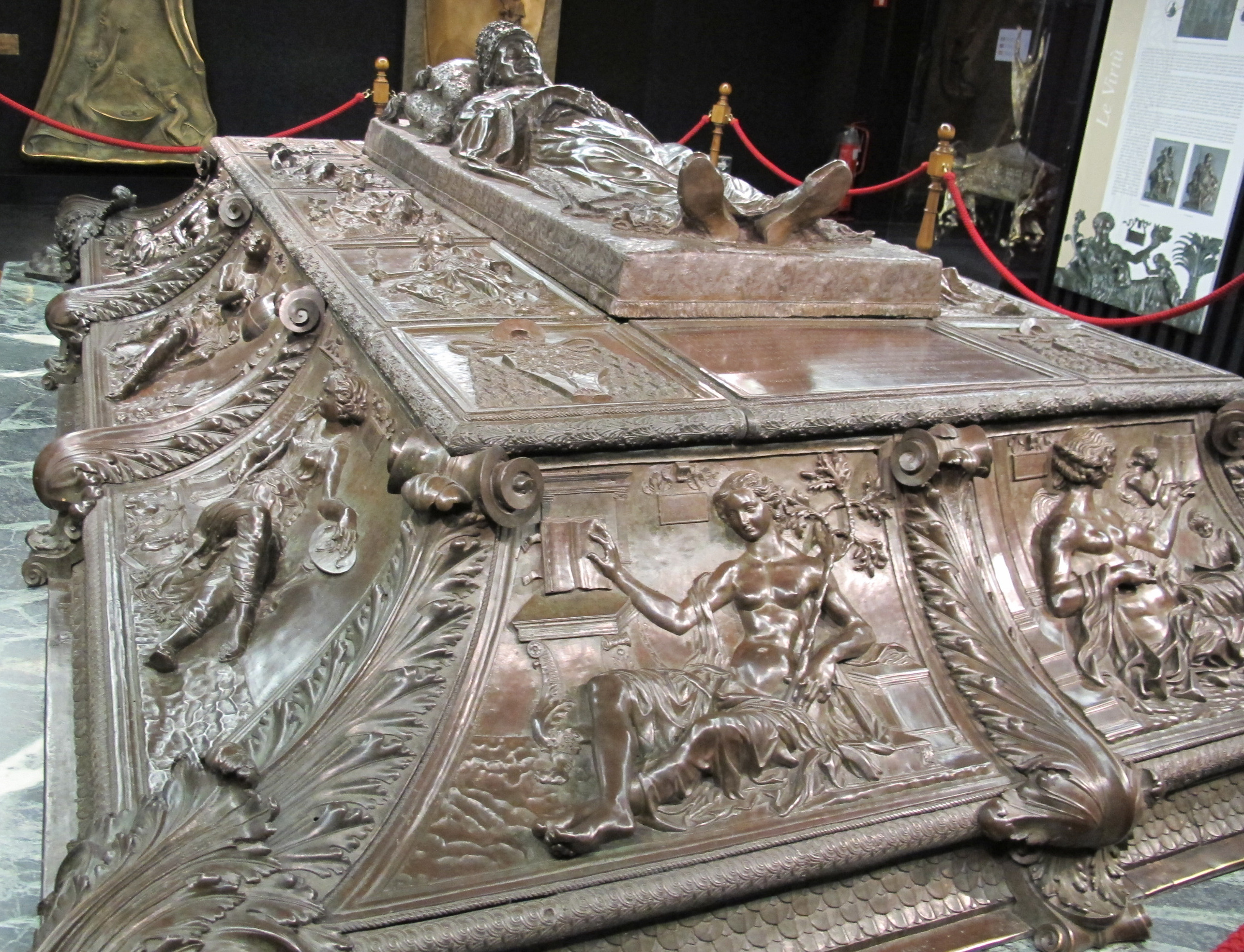
Tombeau de Sixte IV, 1492, Basilique Saint Pierre, Rome.